# Сіско Кід і леді
Сіско Кід і леді (англ. The Cisco Kid and the Lady) — американський вестерн режисера Герберта А. Лідза 1939 року.

## Сюжет
У фільмі «Сіско Кід і леді» головний герой — невловимий грабіжник банків і поштових карет, але він захищає немовля загиблого золотошукача та карає іншого грабіжника, який має серед містечка благопристойну репутацію, але не має совісті. Словом — мотив популярної у всіх народів теми благородного розбійника Робін Гуда.

## У ролях
- Сесар Ромеро — Сіско Кід
- Марджорі Вівер — Джулі Лоусон
- Кріс-Пін Мартін — Гордіто
- Джордж Монтгомері — Томмі Бейтс
- Роберт Беррат — Джим Гарбісон
- Вірджинія Філд — Біллі Грем
- Гаррі Грін — Тісдейл
- Глорія Енн Вайт — дитина
- Джон Біч — Стівенс
- Ворд Бонд — Волтон